# 皮斯基 (波皮利尼亞區)
49°56′4″N 29°33′44″E / 49.93444°N 29.56222°E
皮斯基（烏克蘭語：Піски）是烏克蘭北部的村莊，隸屬日托米爾州的日托米爾區。該村始建於1922年，面積0.35平方公里，海拔高度203米，2001年人口35，人口密度每平方公里99.43人。